# 謝拉維斯塔 (加利福尼亞州)
西埃拉維斯塔（英語：Sierra Vista）是位於美國加利福尼亞州馬德拉縣的一個非建制地區。該地的面積和人口皆未知。

## 地理
西埃拉維斯塔的座標為37°09′05″N 120°17′11″W / 37.15139°N 120.28639°W，而該地的平均海拔高度為72米（即236英尺）。